# Дружелюбный
Дружелюбный — посёлок в Прикубанском внутригородском округе города Краснодар. Входит в состав Калининского сельского округа. 

## География
Российский расположен в северо-восточной части городского округа Краснодара. 

## История
Посёлок Российский получил своё современное название и статус в 1977 году. Так 11 марта 1977 года исполком горсовета присвоил наименования населённым пунктам, расположенным на территории Ленинского, Первомайского и Советского районов города Краснодара (ранее они числились «безымянно», как посёлки различных хозяйств): Колосистый (посёлок опытно-производственного хозяйства КНИИСХ имени П.П.Лукьяненко), Берёзовый, Лазурный, Индустриальный, Российский, Победитель, Дружелюбный, Плодородный, Зональный, Знаменский и Зеленопольский. А 28 октября того же года получили ещё два посёлка – Экспериментальный и Прогресс.

## Население
| 2002 | 2010 |
| ---- | ---- |
| 85   | ↗380 |